# Massacre de Andijã
O massacre de Andijã ocorreu quando tropas uzbeques do Ministério do Interior (MVD) e do Serviço Nacional de Segurança (SNB) dispararam contra uma multidão de manifestantes em Andijã, no Uzbequistão, em 13 de maio de 2005. As estimativas de mortos em 13 de maio variam de 187, a contagem oficial do governo, a várias centenas. Um desertor do SNB alegou que 1500 pessoas foram mortas. Os corpos de muitos dos que morreram foram supostamente escondidos em valas comuns na sequência do massacre.
O governo uzbeque primeiramente afirmou que o Movimento Islâmico do Uzbequistão organizou a agitação e os manifestantes eram membros do Hizb ut-Tahrir. Os críticos argumentam que o rótulo de islamista radical é apenas um pretexto para a manutenção de um regime repressivo no país. Se as tropas dispararam indiscriminadamente para evitar uma revolução colorida ou agiram legitimamente para sufocar uma fuga da prisão também é contestado. Uma terceira teoria é que a disputa foi na verdade uma luta entre clãs pelo poder estatal. O governo uzbeque acabou por reconhecer que as más condições econômicas da região e o ressentimento popular desempenharam um papel na revolta.
Alega-se que os pedidos dos governos ocidentais para uma investigação internacional provocou uma grande mudança na política externa uzbeque favorecendo relações mais estreitas com os países asiáticos, embora o governo usbeque fosse conhecido por ter laços estreitos com governo dos Estados Unidos e a administração Bush tivesse declarado o Uzbequistão como sendo vital para a segurança dos Estados Unidos porque arrendou uma grande base militar para as forças militares estadunidenses. O governo do Uzbequistão ordenou o fechamento da base aérea dos Estados Unidos em Karshi-Khanabad e melhorou laços com a República Popular da China e a Rússia, que apoiaram a resposta do regime em Andijã.